# Antonio Zennaro
Antonio Zennaro (Padova, 31 agosto 1983) è un politico italiano.

## Biografia

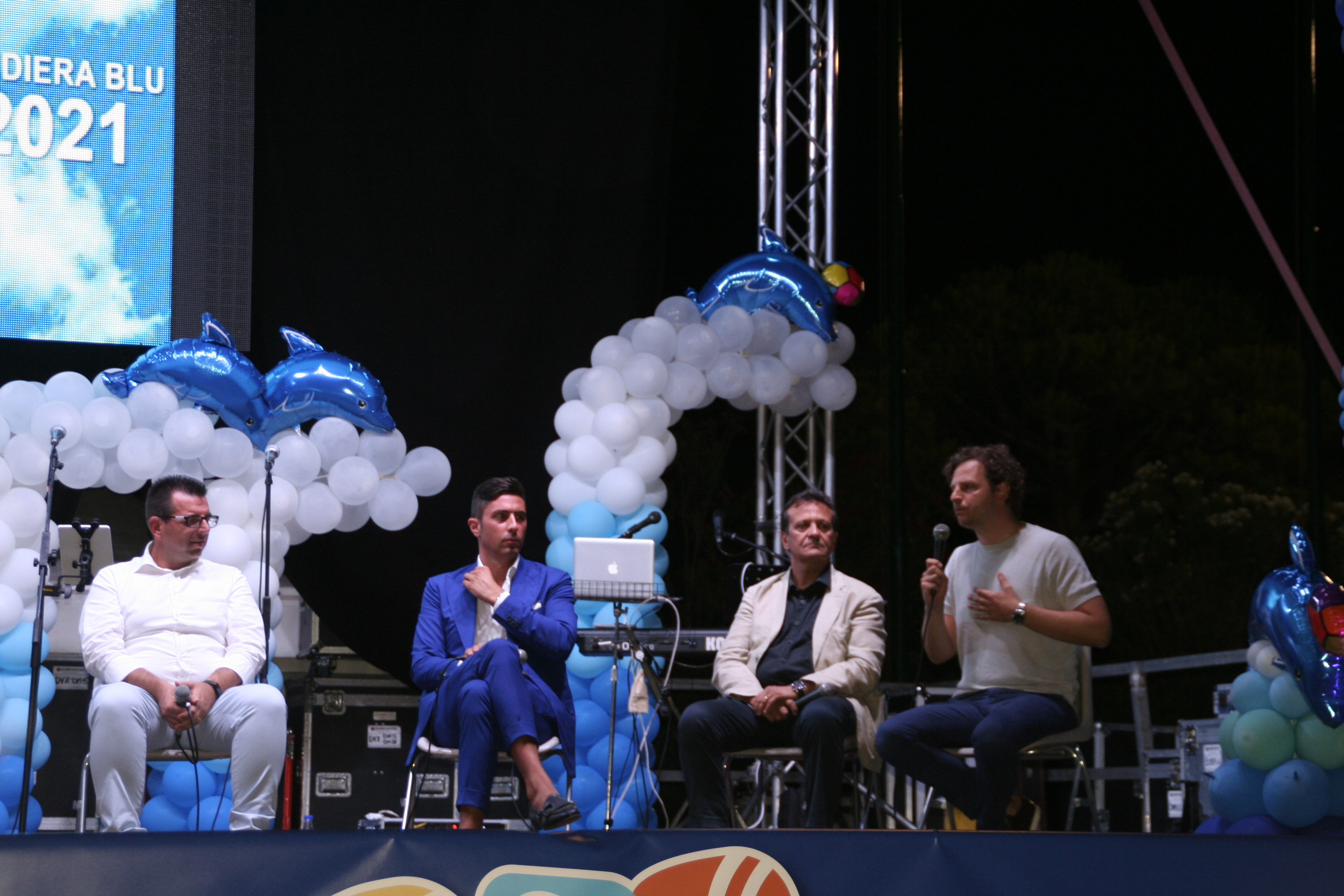
Antonio Zennaro (sulla destra) alla festa della 25ª Bandiera Blu del comune di Tortoreto

Laureato in Marketing e gestione delle imprese all’Università Ca’ Foscari di Venezia, ha conseguito la laurea magistrale in Diritto dell'Economia all'Università Luiss Guido Carli di Roma con una tesi sui derivati finanziari degli enti locali.
Ha lavorato dapprima presso primari istituti bancari e successivamente ha ricoperto il ruolo di manager responsabile dell'area rischi finanziari presso un importante investitore istituzionale.
Eletto nel 2018 deputato della XVIII legislatura della Repubblica Italiana con il Movimento 5 Stelle, è membro della Commissione Finanze. Dall'11 aprile 2018 al 21 giugno 2018 è stato membro della Commissione speciale per l'esame di atti del Governo. Dal 21 giugno 2018 al 1º febbraio 2021 è stato membro della Commissione Bilancio Tesoro e Programmazione. Dal 17 luglio 2018 all'8 aprile 2021 è stato membro del COPASIR.
È stato Relatore al Rendiconto generale dell'Amministrazione dello Stato per l'esercizio finanziario 2018, è stato Relatore al disegno di legge per l'assestamento del bilancio dello Stato per l'anno finanziario 2019, inoltre nel 2019 è stato Relatore al decreto "salva-conti" inerente alle misure urgenti in materia di miglioramento dei saldi di finanza pubblica.
Il 23 aprile 2020 si è dimesso dal M5S criticando le politiche economiche adottate per partite IVA ed imprese aderendo al gruppo misto.
Il 18 gennaio 2021 ha formalmente chiesto ed ottenuto di passare al gruppo parlamentare Lega – Salvini premier.
È il promotore del progetto di legge per la tutela e la promozione della ceramica artistica e tradizionale
Dal 22 Febbraio 2022 fa parte della Commissione parlamentare di inchiesta sul sistema bancario e finanziario.
Dal 27 giugno 2023 fa parte del Consiglio di Amministrazione di Consap Spa